# (38670) 2000 PR6
2000 PR6 (asteroide 38670) é um asteroide da cintura principal. Possui uma excentricidade de 0.32751150 e uma inclinação de 18.49183º.
Este asteroide foi descoberto no dia 3 de agosto de 2000 por LINEAR em Socorro.